# Controguerra
Controguerra (Cundrauè o Cundrùuèrrë in abruzzese) è un comune italiano di 2 203 abitanti della provincia di Teramo in Abruzzo. Fa parte dell'unione dei comuni Città Territorio-Val Vibrata.

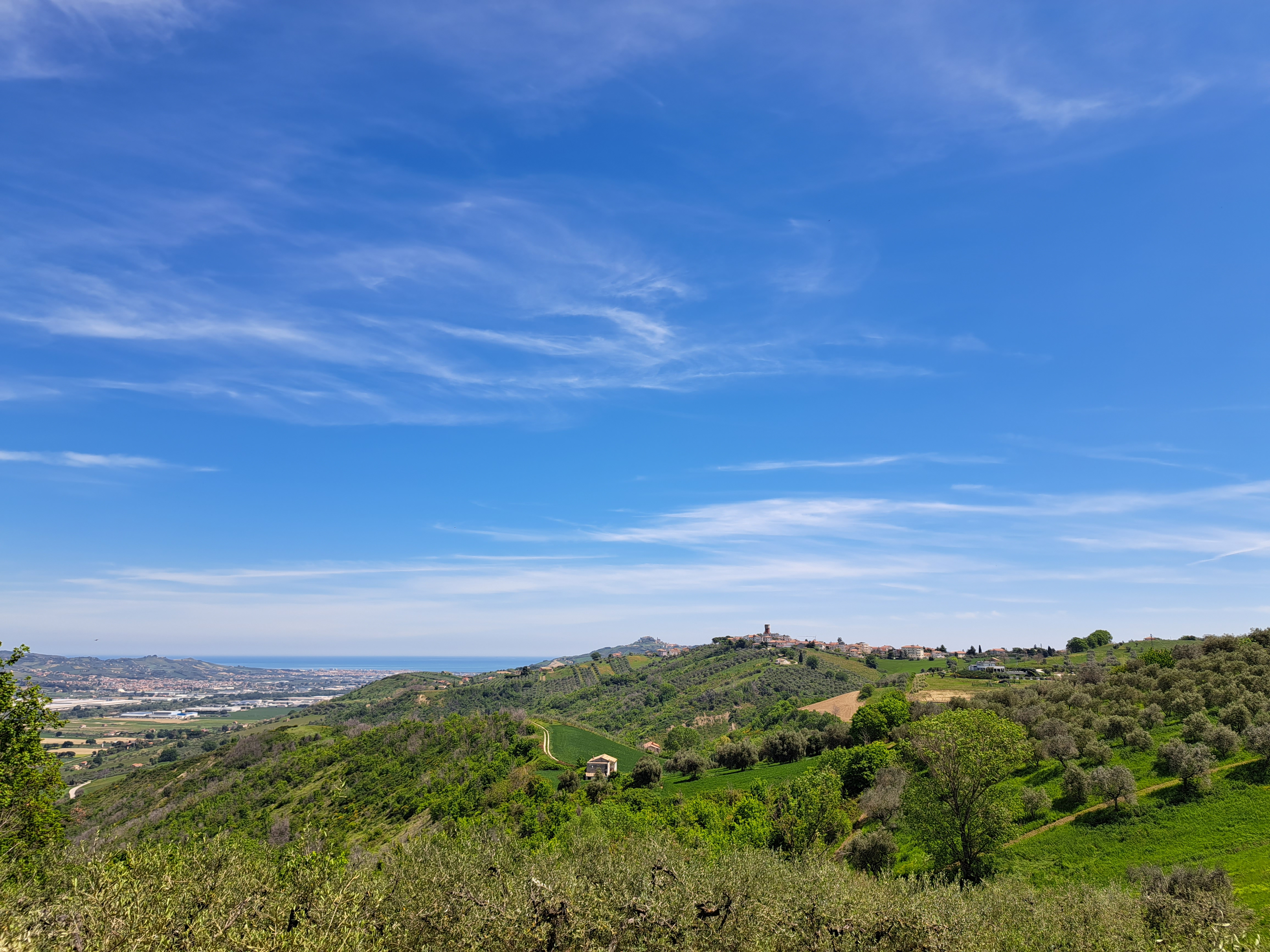
Panorama di Controguerra

## Geografia fisica
Il territorio di Controguerra è situato nella Val Vibrata. A nord confina con i comuni marchigiani di Monsampolo del Tronto, Monteprandone e Spinetoli, a est con Colonnella, a sud con Torano Nuovo, Nereto e Corropoli e ad ovest con Ancarano.
Il comune è membro delle Associazioni Città del Vino, Città dell'Olio e Cittaslow. Dista 38 km da Teramo, capoluogo di provincia.
Il suo territorio è prettamente collinare, ma presenta anche un’area pianeggiante lungo il fiume Tronto. Il corso d’acqua bagna il suo territorio per 6 km e oggi divide l’Abruzzo dalle Marche. Nei tempi antichi il Tronto separava il Regno di Napoli-Due Sicilie dallo Stato Pontificio. Tra la Piana del Tronto e i colli di Controguerra si trovano i calanchi, particolari formazioni naturali che si caratterizzano per i declivi scoscesi e ripidi. Il punto più alto del territorio comunale è il Colle della Forca in contrada Torretta, alto 307 metri sul livello del mare. Il clima è generalmente temperato.
La parrocchia di Controguerra porta il titolo di San Benedetto Abate ed è la più a Nord-Est della diocesi di Teramo-Atri, giacché quella di Ancarano fa parte della diocesi di Ascoli Piceno, mentre quelle di Colonnella e Martinsicuro fanno parte della diocesi di San Benedetto del Tronto-Ripatransone-Montalto.
Nella classificazione sismica della protezione civile è identificato come Zona 2, cioè zona a sismicità media, mentre nella classificazione climatica è contrassegnato come Zona D.

## Origini del nome
Esistono diverse teorie sull'origine del nome Controguerra:
- per Niccola Palma deriva dal feudatario Jacopo Cacciaguerra[5];
- per Biagio De Berardinis deriva dalla famiglia Vinciguerra[6];
- per Domenico Danesi deriva dal latino contra' inteso come ‘di fronte’ a un paese non identificato di nome "Guerra"[7];
- per Nemesio Ricci e per Alfonso Panichi deriva da un grave evento bellico che ha interessato il suo territorio (di preciso si tende a inquadrarlo nelle guerre gotico-bizantine del VI secolo d.C.)[8][9];
- Secondo una teoria moderna proposta da alcuni studiosi,[quali?] il nome Controguerra potrebbe derivare dall'antica pratica di stabilire avamposti strategici nei territori confinanti con zone di conflitto. In epoca medievale, il termine contra poteva indicare un'area posta ‘contro’ o ‘a protezione di’, mentre guerra potrebbe riferirsi alla vicinanza a una linea di frontiera o a una regione frequentemente interessata da scontri. Tale ipotesi si collega alla funzione strategica dei piccoli insediamenti come punti di osservazione e difesa nelle epoche di instabilità, particolarmente nel periodo delle invasioni barbariche e delle guerre tra ducati o principati locali.[senza fonte]
- Da ultimo, Matteo Di Natale, ha teorizzato che il nome possa essersi sviluppato, nella forma "Contraguerra", in epoca longobarda, come parola composta da "Contra", contrazione di "contrata" (contrada) nel latino medievale, e "guerra", termine introdotto proprio dal popolo barbaro, che indicava il modo di combattere disordinato e contrapposto al bellum ordinato dei Romani. Contraguerra, per lo storico, originerebbe o come "contrada della guerra", intesa come luogo in cui si verificò uno scontro armato, o come "contrada di Guerra", intesa come territorio appartenente ad un signore di nome Guerra, in quanto tale parola era anche un nome longobardo, come già avevano intuito Luisa Franchi Dell'Orto e Claudia Vultaggio[10][11].

## Storia

### Preistoria ed Età Romana
Vari reperti archeologici attestano che l'area su cui oggi sorge Controguerra era abitata già in epoca preistorica. Infatti, già le ricerche archeologiche di Rosa e De Berardinis, nell'Ottocento, portarono al ritrovamento di diversi manufatti fittili risalenti al neolitico e all'età del bronzo. Ben 37 resti di capanne del periodo neolitico sono stati rinvenuti dal Rosa nel biennio 1871 - 1872. Altre ricerche furono svolte nel 1909 da Innocenzo Dall'Osso e nel 1979 da Mario Radmilli, confermando le scoperte degli archeologi del secolo precedente.
Tra i vari reperti di epoca romana troviamo la Lapide Plebani, dal nome dello scopritore Pasquale Plebani, rinvenuta nel 1878. Questo reperto ci testimonia che nell'area su cui oggi sorge Controguerra in epoca imperiale esisteva una villa romana, di cui era proprietario Caio Lestrio della famiglia Mecia, magistrato minore che ha ricoperto il sevirato presso la corporazione augustale di Atri.

### Alto e Basso Medioevo
Dopo la caduta dell'Impero romano d'Occidente l'abitato è stato occupato dai barbari. Possiamo ritenere in base ai ritrovamenti archeologici del secolo scorso che si sia insediata nell'area di Controguerra una tribù ostrogota. Questa ha abitato l'area fino alla riconquista della penisola italica per mano dei Bizantini, compiutasi tra il 535 e il 553 d.C. Durante uno scontro tra le truppe di Totila e quelle di Belisario l'intero paese è stato distrutto e restarono in piedi solo le mura dell'allora Chiesa Madre. La riconquista bizantina non durò a lungo e nel VI secolo d.C. il territorio su cui oggi sorge Controguerra venne occupato dai Longobardi, a cui forse si deve l'origine del toponimo.
In epoca medievale appare il primo documento cartaceo che riporta il nome "Contraguerra": si tratta del Catalogus Baronum, da cui si evince che "Contraguerra" era un feudo del conte Roberto di Aprutio, figlio di Attone V, e che doveva fornire quattro soldati per l'esercito imperiale.
L'abitato è stato sconvolto dall'avvento dei Normanni. Gli annali parrocchiali riportano notizia di una visita pastorale del 1109 del Vescovo di Teramo Uberto, che consolò gli abitanti e distribuì elemosine.
Tra il XII e il XIII secolo il paese subisce di riflesso le lotte tra il Papato e l'Impero e, il 4 febbraio del 1297, giura fedeltà alla città di Ascoli.

### Età Moderna
Tra il XIV e il XVII secolo le continue lotte tra Angioini e Aragonesi hanno visto spesso l'avamposto di Controguerra oggetto di contesa. In questi anni si alternano i domini della città di Ascoli e della famiglia Acquaviva di Atri. Si fa risalire al passaggio di San Giacomo della Marca nei paesi vibratiani, nel 1450, l'inizio del culto, ancora oggi radicato, di Maria Santissima delle Grazie.
Nei primi decenni del Quattrocento Controguerra passa dagli Acquaviva ad Ascoli. La notte tra il 26 e il 27 dicembre 1459 il paese viene riconquistato da Giosia Acquaviva ma la dura reazione di Ascoli non tarda ad arrivare. La città di Ascoli imbastisce rapidamente un corpo di spedizione e il 30 dicembre dello stesso anno riconquista l'abitato.
Nel 1460, dietro ordine del viceré Matteo di Capua il paese viene fortificato ed assume la forma a goccia che ancora oggi caratterizza il suo centro storico. Nel 1497 Controguerra, occupata dai filofrancesi, viene cinta d'assedio dalle truppe di Ettore Fieramosca. Il 4 novembre 1556 il paese viene saccheggiato da Francesco Carafa, figlio del conte di Montorio. Nel 1557, durante la guerra del Tronto, dopo il sacco di Campli del 15 aprile, anche le milizie francesi capeggiate dal duca di Guisa compiono una scorreria nel paese.
Nel 1646 giunge nel Teramano l'eco dei moti di protesta avviati a Napoli da Masaniello e Controguerra vede nascere al suo interno un focolare di rivolta che però viene subito represso nel sangue dal Preside degli Abruzzi Pignatelli.
Sotto la dominazione borbonica Controguerra acquisisce importanza grazie alla sua posizione strategica tra il Regno di Napoli (poi Regno delle Due Sicilie) e lo Stato Pontificio. La condizione di snodo mercantile per i traffici fra i due Stati porta prosperità al paese.
Nel 1798 alcune truppe dell'ala sinistra dell'esercito cisalpino si scontrano a Controguerra con dei Volontari locali, avendo la meglio. Durante la dominazione napoleonica il paese accoglie gli acquartieramenti del corpo "Sanniti" e dei "Cacciatori Aprutini" nell'allora esistente Convento di Sant'Antonio da Padova. Dopo la Restaurazione, Controguerra acquisisce una posizione di primo piano nella lotta al contrabbando.
Il paese resta ai margini delle lotte per l'Unificazione nazionale ma, nel 1860, divampa nella caserma dei Nazionali un piccolo moto antiunitario fomentato da alcuni soldati borbonici. A seguito di questo evento le truppe leggere piemontesi della Guardia Nazionale Mobile invadono l'abitato e, dopo aver represso la rivolta, restano alloggiate nel paese per condurre le operazioni belliche contro Civitella del Tronto.

### Dall'Unità d'Italia ad oggi
Dopo l'Unità d'Italia è iniziato un lungo periodo di pace per i paesi della Val Vibrata. Le due guerre mondiali non hanno interessato direttamente Controguerra. Nel 1917 il paese ha accolto centinaia di profughi veneziani, scesi dal Veneto dopo la disfatta di Caporetto.
Il 16 giugno 1930 si verificò una scossa di terremoto del 5º grado della scala Mercalli.

### Simboli
Lo stemma e il gonfalone sono stati concessi con DPR del 29 maggio 1995. Lo stemma è troncato da un filetto in fascia di rosso: nella parte superiore sono rappresentati su fondo oro due armigeri duellanti che brandiscono una spada e cavalcano due cavalli neri, nella parte inferiore d'azzurro quattro sbarre d'oro. Il gonfalone è un drappo partito di rosso e di verde.

## Monumenti e luoghi d'interesse

### Architetture religiose
- Chiesa parrocchiale di San Benedetto. Fondata posteriormente al 1609 sul luogo in cui sorgeva una precedente chiesetta dedicata a San Pietro, si presenta oggi nella forma dell'ultimo grande restauro del 1811. Il titolo della parrocchia venne ripreso da quello di un monastero benedettino anticamente esistente sul territorio controguerrese, decaduto tra il XIII e il XIV secolo d.C., quando un altro Ordine si stabilì nell'area: i francescani[10].
- Chiesa di Santa Maria delle Grazie. Sorge fuori dal centro storico del paese, in un'area dove sorgeva la Chiesa Madre del primo nucleo abitato altomedievale. Ha subito un imponente restauro negli anni Cinquanta del secolo scorso per onorare un voto espresso dai controguerresi il 2 febbraio 1944, per far passare il fronte senza che il paese fosse interessato dai combattimenti del secondo conflitto mondiale. Al suo interno la chiesa conserva un altare privilegiatum di ispirazione barocca.
- Chiesa di San Rocco. Edificata nel 1527, si trova a distanza dal centro storico. Venne costruita per accogliere i pellegrini bisognosi durante l'epidemia di peste.
- Chiesa di San Giuseppe lavoratore, edificata nel 1959.
- Chiesa dell'Icona. Chiesetta del Seicento che conserva al suo interno un affresco coevo raffigurante la Vergine con i santi Benedetto Abate e Agostino.
- Chiesa di San Francesco. Costruita negli anni venti del Novecento sui ruderi dell'antico convento di San Francesco. Conserva al suo interno una lapide settecentesca del precedente convento.

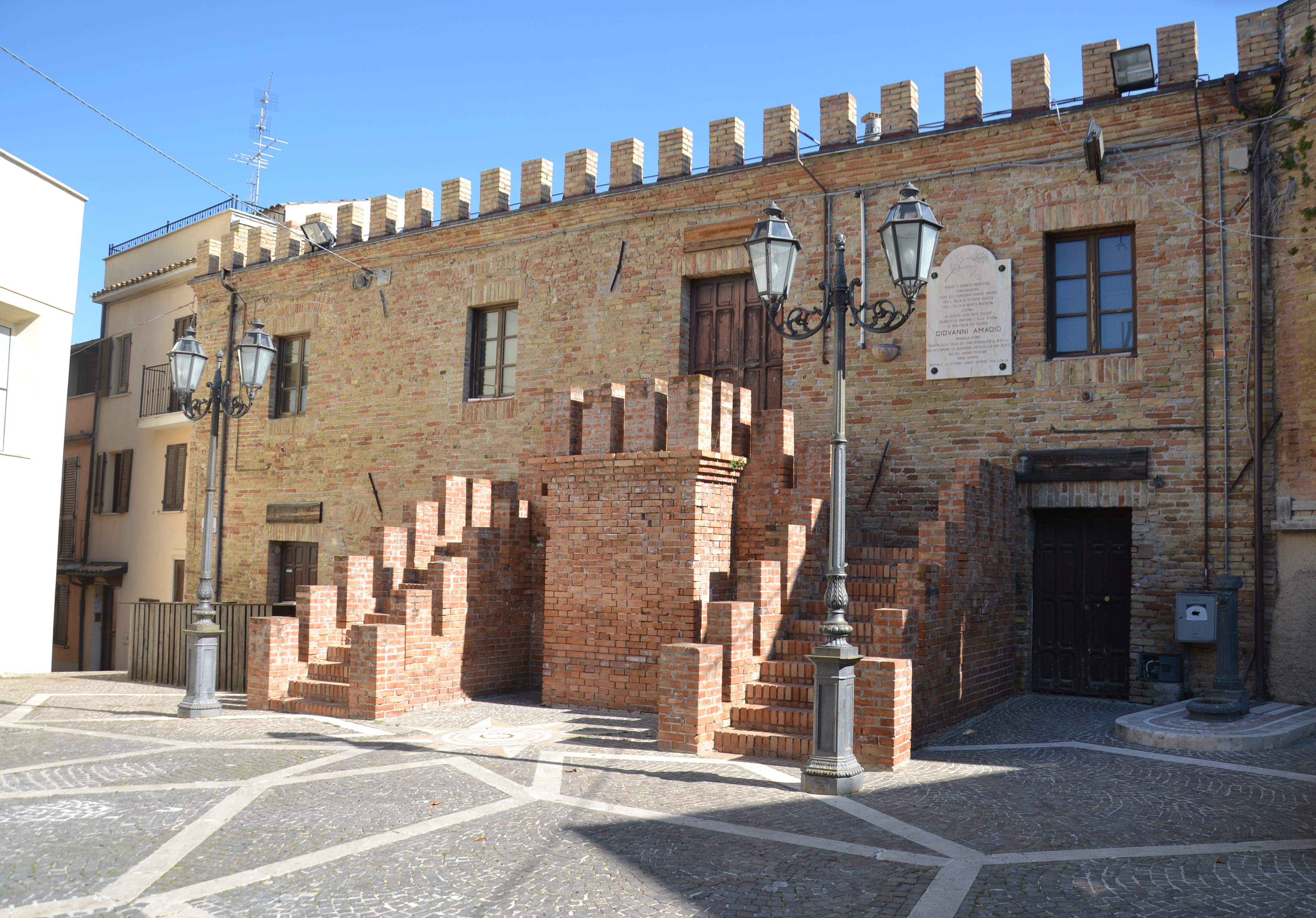
Piazza Garibaldi di Controguerra

### Architetture civili
- Torrione. Sito su un'altura, domina l'intera vallata del Tronto. Edificato durante l'incastellamento del XIII secolo, ha svolto la sua funzione di torre d'avvistamento fino all'Unità d'Italia. Nel 1916 è stato inserito nell'elenco degli edifici monumentali d'Italia[26].
- Palazzo Ducale dei duchi Acquaviva. Costruito in epoca rinascimentale a ridosso del Torrione, ha ospitato per secoli i luogotenenti della città di Ascoli e degli Acquaviva.
- Palazzo Massimi. Noto anche come palazzo Crescenzi, è uno dei palazzi più antichi dell'abitato. Costruito nel XVI secolo, ha ospitato in principio la famiglia Massimi, poi è stato adibito a convento di monache fino alla morte dell'ultima suora discendente di Loreto Massimi. Nell'Ottocento è stato acquistato dai Crescenzi, a cui oggi deve il nome.
- Palazzo comunale. Oggi sede del Circolo Ricreativo e Culturale Giovani e Anziani di Controguerra e dell'Enoteca comunale, il Palazzo Comunale, costruito nel XVII secolo e più volte restaurato, ha ospitato per secoli il comune di Controguerra e la Guardia Cittadina.
- Palazzo Plebani-Cataldi- Rossi. Con il suo arco è il palazzo che caratterizza la piazza del paese. Costruito durante la fortificazione dell'abitato nel XVII secolo è stato a lungo residenza dei notabili Plebani, imparentati con i marchesi Flaiani, che possedevano un palazzo adiacente al loro, oggi non più esistente.
- Villa Barcaroli. Sita nelle campagne fuori dall'abitato e immersa tra i vigneti, è una tipica villa rurale italiana, il cui nucleo principale è stato costruito nel XVIII secolo.
- Museo della civiltà contadina.
- Antiquarium comunale.

## Società

### Evoluzione demografica
Abitanti censiti

### Tradizioni e folclore
- Sagra Enogastronomica "Tradizioni e Sapori di Controguerra". Nata nel 1985 è una delle sagre più longeve d'Abruzzo. Si svolge tra l'ultima settimana di luglio e la prima settimana di agosto e offre la possibilità di consumare vari piatti tipici della tradizione gastronomica abruzzese e marchigiana.
- Festa del Vino. Curata dal Circolo Ricreativo e Culturale Giovani e Anziani di Controguerra è una festa incentrata interamente sul vino. Si svolge nella prima metà di luglio.
- Corsa Podistica Internazionale di San Martino. Manifestazione sportiva che coniuga lo sport con le bellezze del territorio abruzzese. Con i suoi più di 4000 iscritti è stata dichiarata la manifestazione sportiva più partecipata d'Abruzzo[28]. Si svolge a novembre, la domenica precedente o successiva al giorno di San Martino.
- Wine Bike. Pedalata ecologica off-road tra i sentieri rurali controguerresi con punti di ristoro nelle aziende agricole, organizzata dalla A.S.D. MTB Controguerra. Si svolge a settembre.

### Prodotti tipici
A Controguerra è da sempre viva la tradizione vitivinicola. Il suo territorio è costellato di diverse aziende agricole la cui produzione è principalmente a carattere enologico. Nel 1996 è nata la denominazione Controguerra DOC e a Controguerra è anche riconosciuto il titolo di Città del Vino. L'odierna produzione si attesta perlopiù sulla Controguerra DOC, sul Trebbiano d'Abruzzo DOC, sul Cerasuolo d'Abruzzo DOC, sul Montepulciano d'Abruzzo Colline Teramane DOCG.
Nel 2014 Controguerra ha ottenuto il riconoscimento di Città dell'Olio. Seconda, infatti, rispetto alla produzione vitivinicola si attesta la produzione olearia.

### Religione
Il santo patrono di Controguerra è San Benedetto Abate e si festeggia il 21 marzo. Molto sentito è anche il culto di Maria Santissima delle Grazie, festeggiata il 2 luglio.

## Amministrazione
| Periodo          | Periodo          | Primo cittadino             | Partito                                                  | Carica      | Note          |
| ---------------- | ---------------- | --------------------------- | -------------------------------------------------------- | ----------- | ------------- |
| 23 aprile 1995   | 28 agosto 1998   | Mariano Nepa                | Lista civica di centro-sinistra                          | Sindaco     | [ 29 ]        |
| 29 agosto 1998   | 28 novembre 1998 | Maurizio Ianieri            |                                                          | Comm. pref. | [ 30 ]        |
| 29 novembre 1998 | 24 maggio 2003   | Mariano Nepa                | Lista civica di centro-sinistra                          | Sindaco     | [ 31 ]        |
| 25 maggio 2003   | 26 maggio 2013   | Mauro Giovanni Scarpantonio | Lista civica di centro-sinistra Insieme per Controguerra | Sindaco     | [ 33 ] [ 34 ] |
| 27 maggio 2013   | in carica        | Franco Carletta             | Lista civica Insieme per Controguerra - PD               | Sindaco     | [ 35 ]        |

### Gemellaggi
- Połczyn-Zdrój, dal 2003
- Templin, dal 2013